# Дамат
Дамат (Дамат - персијски داماد‎ dāmād "зет") у османском царству је био муж жене која је припадала владаревој породици. Пошто племство као у западној Европи није постојало, дамати су били обичног порекла.